# Secure Access Module

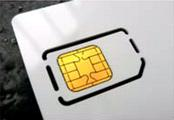
Módulo Secure Access.

Un Secure Access Module o módulo de acceso seguro (o módulo de aplicación segura) se basa en una Smartcard y se utiliza para mejorar la seguridad rendimiento y en los dispositivos la criptografía , comúnmente en dispositivos que necesitan realizar una transacción segura, como terminales de pago.

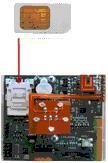
SAM en una carcasa HVQFN.

Físicamente un SAM puede ser una tarjeta SIM conectada a una ranura SAM en un Lector o un circuito integrado fijo en un montaje HVQFN soldado directamente a la placa del circuito impreso.
En general, un sistema lector consta de un microcontrolador y un lector de tarjeta chip a través de una interfaz ISO 7816 con contacto o ISO 14443 (RF) con una tarjeta inteligente sin contacto. El microcontrolador toma la parte de control de counicaciones del lector, como el manejo de flujo de protocolo de mandos, y la interpretación de datos. Mediante la integración de un SAM en el sistema del lector, el SAM se encarga de toda la gestión de claves y la criptografía de una manera segura. El sistema completo permite una autenticación y cifrado de la comunicación sin contacto, así como entre el SAM y el sistema host.
El SAM se puede utilizar en los segmentos de gestión de acceso, transporte público, sistemas de pago, etc.